# Маклаков, Алексей Николаевич
Алексе́й Никола́евич Маклако́в (1837—1895) — профессор Московского университета, офтальмолог, известный в Москве врач.

## Биография
Потомственный дворянин Московской губернии. Родился 27 ноября (9 декабря) 1837 года.
По окончании 1-й Московской гимназии в 1855 году поступил на медицинский факультет Московского университета. По окончании университетского курса лекарем с отличием, в 1860 году, был определён ординатором Московской глазной больницы. 31 мая 1866 года защитил диссертацию на степень доктора медицины «О травматическом воспалении сетчатой оболочки глаза».
Кроме занятий в больнице и обширной частной практики, получил звание приват-доцента и начал чтение лекций по глазным болезням в Московском университете. Это необязательное преподавание продолжалось до 1890 года, когда он был назначен экстраординарным профессором по кафедре офтальмологии. Благодаря его заботам, 4 ноября 1892 года была открыта на Девичьем поле университетская глазная клиника, так что кафедра офтальмологии, пользовавшаяся до тех пор материалом Глазной больницы, получила собственное, специально устроенное помещение. Оставаясь директором глазной клиники, до смерти продолжал работу в Московской глазной больнице.
Маклаков предложил лечение воспаления глаз застойной гиперемией, первым обратил внимание, первым обратил внимание на профессиональные заболевания глаз. Наибольшее значение имели изобретённый Маклаковым тонометр и мысль применить вибрационный массаж при болезнях глаз. В 1884 году он изложил принцип работы нового тонометра на русском языке в журнале «Медицинское обозрение» (№ 24) и в 1885 г. на французском языке в журнале Archive d'Ophthalmologie (№ 4). Предложил операцию при глаукоме и первый применил вибрационный массаж при лечении болезней глаз.
Состоял членом физико-медицинского общества, Императорского общества любителей естествознания и членом-учредителем Хирургического общества.
Маклаков был инициатором организации Всероссийского Общества глазных врачей. Комиссия под председательством профессора А. Н. Маклакова выработала устав, который был представлен на Первом съезде русских глазных врачей в Москве (1913). К сожалению, делу организации Общества помешала начавшаяся Первая мировая война.
Маклаков — член-учредитель Московского хирургического общества, член ФМО, Общества русских врачей, Московского психологического общества, ОЛЕАЭ и многих других обществ. Маклаков — один из организаторов и вдохновителей Московского офтальмологического кружка, был его секретарем.
Глава Московского губернского земского собрания, Московской городской думы, где состоял членом многих комиссий, в том числе Комиссии общественного здравия.

## Семья
Дети от брака с Елизаветой Васильевной Чередеевой (ум. 1881):
- Василий (1869—1957) — адвокат и политик, член Государственной думы II, III и IV созывов от города Москвы.
- Николай (1871—1918) — государственный деятель, министр внутренних дел (1913—1915), член Государственного совета.
- Алексей (1872—1918) — врач-офтальмолог, профессор Московского университета, директор университетской глазной клиники.
- Ольга (1876—1905)
- Мария (1877/1879—1957), в эмиграции во Франции, общественная деятельница.

Вторая жена — писательница Лидия Филипповна Нелидова, урожд. Королёва.